# Elco van der Geest
Elco van der Geest (ur. 4 maja 1979) – belgijski judoka, do sierpnia 2009 roku reprezentujący Holandię, dwukrotny mistrz Europy. 
Podczas mistrzostw Europy zdobył ogółem cztery medale - 2 złote, srebrny i brązowy. Drugi ze złotych medali zdobył na mistrzostwach w 2010 w Wiedniu, pokonując w finale Holendra Henka Grola.
Jest bratem Dennisa van der Geesta, holenderskiego olimpijczyka i judoki z 2000, 2004 i 2008 roku.